# Invincible (singel Kelly Clarkson)
„Invincible” − singel amerykańskiej piosenkarki Kelly Clarkson z jej siódmego albumu studyjnego Piece by Piece (2015). Utwór został napisany przez Się Furler, Jesse Shatkina, Stephena Mostyna i Warrena Feldera, a wyprodukowany przez Shatkina. Piosenka została wydana 18 maja 2015 roku jako drugi singel z albumu Piece by Piece.

## Nagrywanie
Podczas trasy koncertowej Stronger Tour w 2012 roku Clarkson wykonała cover singla Sii „Breathe Me”. Sia po występie pogratulowała Clarkson wykonania i zaoferowała napisanie dla niej piosenki. W 2014 roku Sia ujawniła, że wraz z Jessem Shatkinem napisała „Invincible”. Clarkson wtedy zakończyła już sesje nagraniowe na nowy album, jednak po usłyszeniu utworu „Invincible” zdecydowała się nagrać tę piosenkę. „Invincible” było więc ostatnim utworem nagranym na płytę Piece by Piece. W utworze w chórkach można usłyszeć głos Sii.

## Promocja singla
Clarkson po raz pierwszy wykonała singel „Invincible” 17 maja 2015 roku podczas Billboard Music Awards, natomiast 19 maja piosenkarka wystąpiła podczas finału ósmej edycji programu The Voice, gdzie zaśpiewała swój nowy singel z jedną z finalistek programu, Meghan Linsey. 3 czerwca Clarkson zaśpiewała singel w programie The Ellen Degeneres Show. Od 4 czerwca piosenkarka promowała singel w Wielkiej Brytanii: 4 czerwca w  BBC Radio 1 Live Lounge (dodatkowo zaśpiewała cover Rihanny „Bitch Better Have My Money”), 5 czerwca w programie This Morning i 6 czerwca podczas Capital FM's Summertime Ball 2015 (zaśpiewała także swój poprzedni singel „Heartbeat Song” oraz przeboje „My Life Would Suck Without You”, „Stronger (What Doesn't Kill You)”, „Since U Been Gone” i „Miss Independent”).

## Lista utworów
Digital download
1. „Invincible” - 3:58

Remixes EP
1. „Invincible” (Vicetone Remix) - 3:24
2. „Invincible” (TyDi Remix) - 4:32
3. „Invincible” (TyDi Radio Mix) - 3:40
4. „Invincible” (Tom Swoon Remix) - 4:56
5. „Invincible” (Tom Swoon Radio Mix) - 3:37
6. „Invincible” (7th Heaven Remix) - 6:45
7. „Invincible” (7th Heaven Radio Mix) - 4:36

## Teledysk
15 maja 2015 roku ukazało się wideo z tekstem piosenki (Lyric video). Oficjalny teledysk do singla był kręcony w dniach 30 kwietnia - 1 maja w Los Angeles i został wyreżyserowany przez Alon Isocianu. Swoją premierę miał 29 maja na kanale Vevo.

## Pozycje na listach
| Notowanie (2015)                          | Najwyższa pozycja |
| ----------------------------------------- | ----------------- |
| Szkocja (Official Scottish Singles Chart) | 61                |
| USA (Billboard Adult Comtenporary)        | 20                |
| USA (Billboard Adult Pop Songs)           | 11                |
| USA (Billboard Dance Club Songs)          | 2                 |